# Kokang
Koordinaten: 23° 41′ N, 98° 45′ O

Die Kokang-Region (grün) im Shan-Staat (gelb).

Kokang (auch Special Region 1 genannt) ist eine autonome Region im östlichen Shan-Staat in Myanmar. Sie entstand nach dem Zusammenbruch der Kommunistischen Partei Birmas (KPB) im Jahre 1989. Ihre Bevölkerung wird auf 150.000 geschätzt.
Zusammen mit der benachbarten Special Zone 2, auch Wa-Staat genannt, galt Kokang als ein wichtiges Opium-Anbaugebiet. Offiziell wurde Kokang 2003 zur opiumfreien Region erklärt.

## Geographie
Der Fluss Saluen bildet die westliche Grenze von Kokang. Im Osten grenzt Kokang an die chinesische Provinz Yunnan. Kokang ist 2700 km² groß. Die Hauptstadt ist Lao Kai (chinesisch: 老街; Pinyin: Lǎojiē).

## Geschichte
Kokang war der einzige chinesische Staat im heutigen Myanmar. Yang Shien Tsai gründete 1739 ein Territorium mit Namen Shin Da Hu. Er war mit seiner Familie aus China in das heutige Myanmar eingewandert.
Da die Familie über militärische Unterstützung verfügte, befreite sie das Gebiet von Kokang von Banditen und bot der örtlichen Bevölkerung Schutz. Später erweiterte sie ihr Gebiet durch eine geschickten Heiratspolitik und Kriege gegen die örtlichen Shan.
Yang Shien Tsais Sohn Yang Wei Shin übernahm 1758 die Macht und verzehnfachte das Territorium von Kokang. Er benannte das Territorium um in Kho Kan Shan. Nach seinem Tod 1795 übernahm Yang Yon Gen die Macht und nannte das Territorium Kokang. 1840 wurde Yang Guo Hwa Herrscher, Heng von Kunang. Von 1874 bis 1916 regierte Yang Guo Zhen. Dieser nahm diplomatische Beziehungen mit der britischen Kolonialmacht auf, die 1885 das nördliche Birma im 3. britisch-birmanischen Krieg erobert hatten. 1887 stellte er Kokang unter den Schutz der britischen Krone. Nachdem er 1916 erblindet war, übergab er die Macht an seinen Neffen Yang Chun Yon. 1927 wurde Sao Yang Wen Pin Herrscher von Kokang. Er regierte bis 1949 und unterstützte die britische Kolonialmacht im Zweiten Weltkrieg im Kampf gegen die Japaner und die Burma Independence Army (BIA). Kokang wurde nie von japanischen Truppen besetzt und verblieb in den Händen der britischen Kolonialverwaltung. Im August 1947 wurde Kokang von den Briten zum eigenständigen Shan-Staat erklärt, vor allem wegen der Hilfe der Bewohner von Kokang während des Zweiten Weltkriegs. 1948 wurde Kokang Teil des Shan-Staats der Union of Burma. Mehrere Mitglieder der Yang-Familie bekleideten hohe Positionen in der Zentralregierung. 1949 flüchteten geschlagene chinesische Truppen der Kuomintang nach Kokang. Es dauerte vier Jahre, bis diese entwaffnet und ausgeflogen werden konnten.
Sao Yang Wen Pins Nachfolger wurde sein Sohn Sao Edward Yang Kyein Tsai, der von den Burmesen 1959 wie alle anderen Shan-Prinzen zur Abdankung gezwungen wurde. Es wurden demokratische Strukturen in den Shan-Staaten eingeführt, doch diese hielten nicht lange.
Nach dem Militärputsch von General Ne Win im Jahr 1962 nahm die Kokang Revolutionary Force den bewaffneten Kampf gegen die Militärregierung auf. Sie wurde von der Communist Party of Burma (CPB) mit Waffen unterstützt, und Einwohner von Kokang kämpften bei den Truppen der CPB.
1989 wurde Kokang autonom, nachdem die Bewohner von Kokang gegen die Führung der CPB gemeutert hatten. Die Meuterer schlossen einen Waffenstillstand mit der myanmarischen Militärregierung.
Im August 2009 kam es Kokang zu bewaffneten Auseinandersetzungen myanmarischer Regierungstruppen mit der Waffenstillstandsarmee MNDAA (s. u.), in deren Folge Regierungstruppen die Kontrolle in dem Gebiet übernahmen und bis zu 37.000 Menschen aus dem Gebiet über die Grenze nach China flohen.

## MNDAA

Fahne der MNDAA

Kokang besitzt seine eigenen Verteidigungsstreitkräfte, die MNDAA Myanmar Nationalities Democratic Alliance Army mit Hauptquartier in Lao Kai. Die Stärke der MNDAA wurde auf 2000 Bewaffnete geschätzt unter der Führung von Peng Jiasheng (彭家声). Nach dem Angriff der SPDC-Truppen flohen die meisten Bewaffneten nach China. Eine kleine Gruppe schloss sich am 4. Dezember 2009 dem BGF-Programm (Border Guard Forces Programm) der myanmarischen Regierung an. Das BGF-Programm der Unionsregierung sieht eine Umwandlung der Waffenstillstandsgruppen in regierungsabhängige Milizen vor.
Die MNDAA hat im Februar 2015 versucht Laukkai zurückzuerobern. Zu Beginn des Jahres 2024 konnte die MNDAA das gesamte Gebiet zurückerobern.